# چالو (بهشهر)
چالو، روستایی است از توابع بخش یانه‌سر شهرستان بهشهر در استان مازندران ایران.

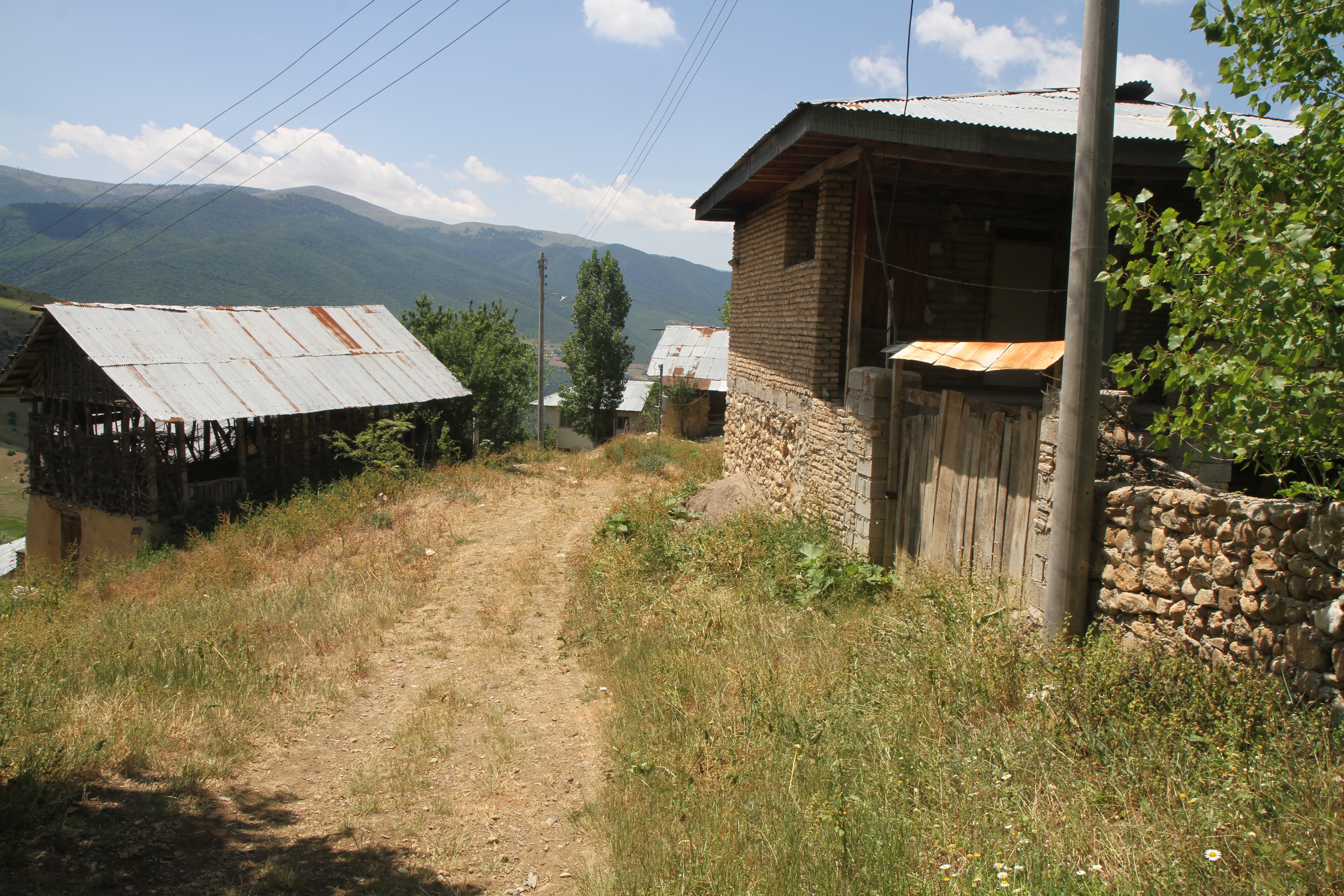

## قومیت و زبان
مردم چالو از قومیت طبری هستند. مردم چالو به زبان طبری (مازندرانی) سخن می‌گویند.

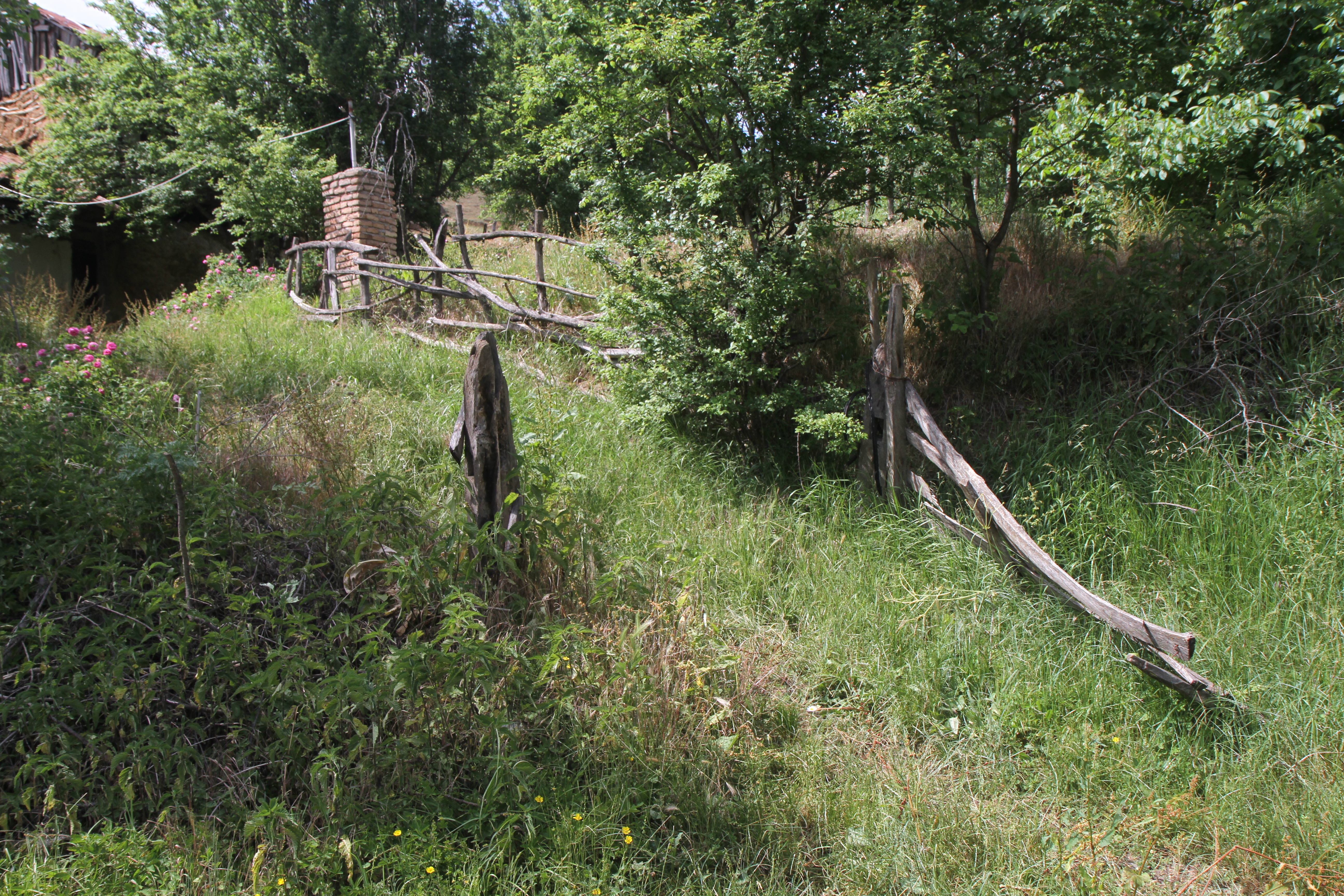

## جمعیت
این روستا در دهستان عشرستاق قرار دارد و براساس سرشماری مرکز آمار ایران در سال ۱۳۸۵، جمعیت آن ۵۵ نفر (۲۱خانوار) بوده‌است. امادر سرشماری عمومی نفوس و مسکن سال ۱۳۹۵جمعیت این روستا ۶۴نفر اعلام شده‌است.